# Zodíac de Dendera
L'anomenat Zodíac de Dendera  és un conegut baix relleu de l'antic Egipte esculpit en el sostre del pronaos (o pòrtic) d'una càmera dedicada a Osiris en el Temple d'Hathor de Denderah, a Egipte. Està exposat en el Museu del Louvre de París i mesura 253 per 255 cm.
Conté imatges que semblen correspondre a les constel·lacions de Taure i Balança. Aquesta cambra està datada a finals del període ptolemaic i el seu pronaos  va ser afegit durant el regnat de l'emperador Tiberi. Això va portar a Jean-François Champollion a datar el relleu correctament en el període grecoromà, però molts dels seus contemporanis van postular que datava de l'Imperi Nou. La data acceptada majoritàriament en l'actualitat és cap a l'any 50 aC, ja que mostra estrelles i planetes en les posicions en què s'observarien en aquella època. S'ha especulat amb el fet que el relleu servís de base per a la confecció de sistemes astronòmics posteriors.

## Història
Durant la campanya napoleònica a Egipte, Vivant Denon va dibuixar el zodíac circular i els rectangulars. el 1802, després de l'expedició napoleònica, Denon va publicar diversos gravats del sostre del temple en el seu Voyage dans la Basse et la Haute Egypte. Aquests van suscitar una gran controvèrsia al voltant de la data del zodíac, que oscil·lava entre milers d'anys fins a uns quants segles, i sobre el fet de si era un planisferi o una representació astrològica. Louis Charles Antoine Desaix, també membre de l'expedició, va decidir enviar el relleu a França i així, el 1820, el distribuïdor d'antiguitats Sébastien-Louis Saulnier va encarregar a Jean Baptiste Leloraine, un mestre paleta, que extragués el zodíac circular usant eines especialment dissenyades per a aquesta tasca. La peça finalment va arribar el 1821 a París i l'any següent va ser instal·lada per Lluís XVIII a la Biblioteca Reial. El 1964, es va traslladar de la Biblioteca nacional al Museu del Louvre.

## Descripció del zodíac

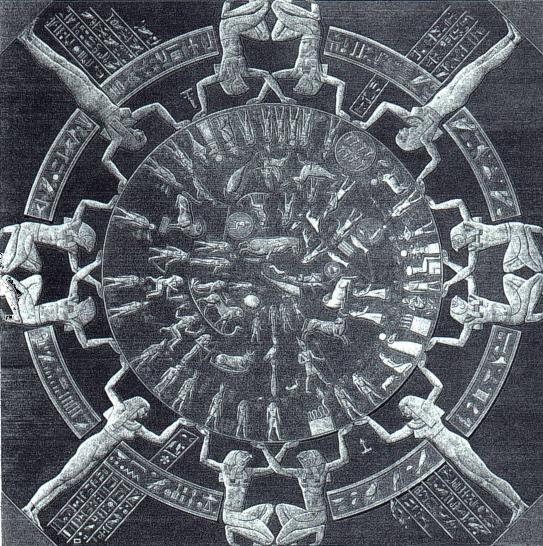
Gravat del del zodíac.

El zodíac és un planisferi o mapa de les estrelles en un pla de projecció particular, que mostra les 12 constel·lacions zodiacals de la banda, que formen 36 «dècades» de deu dies cadascuna, i els planetes. Aquestes «dècades» són grups d'estrelles de primera magnitud. Aquests es van utilitzar en l'antic calendari egipci, que es va basar en cicles de 30 dies i en l'ortus helíac de l'estrella Sothis (Sírius).
La seva representació del zodíac en forma circular és única en l'art de l'Antic Egipte. Són més normals els zodíacs rectangulars, com els que decoren el pronaos del mateix temple o els «sostres astronòmics» de les tombes de la Vall dels Reis.
L'esfera celeste està representada per un cercle sostingut per quatre pilars del cel en forma de dones, entre les quals s'insereixen éssers amb cap de falcó. En el primer anell, 36 éssers simbolitzen els 360 dies de l'any egipci.
En el cercle interior, es troben les constel·lacions, que mostren els signes del zodíac. Algunes d'aquestes estan representades de la forma habitual, com per exemple, Àries, Taure, Escorpió, Capricorn, tot i que, en la major part dels casos, mostren una orientació diferent orientació en comparació de les convencions de l'antiga Grècia i l'evolució àrab-occidental posterior, mentre que altres es mostren en la forma habitual d'Egipte, com ara Aquari, que està representat com el déu de les inundacions Hapy, sostenint dos gots dels quals brolla aigua.

## Afer de Dendera
La polèmica entorn del zodíac, anomenada l'«Afer de Dendera», va incloure persones com Joseph Fourier (que va calcular la composició el 2500 aC), Thomas Young, Jean-François Champollion i Jean-Baptiste Biot. Johann Karl Burckhardt i Jean-Baptiste Coraboeuf van mantenir, després d'analitzar la peça, que els antics egipcis coneixien la precessió dels equinoccis. Champollion, entre d'altres, van creure que es tractava d'un zodíac religiós i va desxifrar els noms dels emperadors Tiberi, Claudi, Neró i Domicià i va datar el relleu a l'època de dominació romana.